# Moeder, waarom leven wij? (roman)
Moeder, waarom leven wij? is een boek van de Vlaamse schrijver Lode Zielens uit 1932. Het boek werd bekroond in 1934 met de Driejaarlijkse Staatsprijs voor verhalend proza.

## Historiek
De roman werd door Marnix Gijsen omschreven als 'Het eerste grote boek van de nieuwe generatie', terwijl Gerard Walschap stelde dat het 'krachtdadig de traditie onzer slappe romankunst afsnijdt'. Het verhaal beschrijft de sociale wantoestanden in de grootstad door de ogen van de kleine man. Het boek is doordrongen van een marxistisch aandoende maatschappelijke analyse, verruimd tot een existentiële onmacht en kwellende seksualiteit (wij lijden omdat wij leven).
In 1993 werd het boek verfilmd als televisieserie op VTM. Het werd een kritisch succes en een van de eerste programma's van de commerciële zender die unaniem lof ontvingen. In 2014 namen Slongs Dievanongs & Halve Neuro een ep op in opdracht van het Cultureel Ontmoetingscentrum Sint-Andries (coStA) met de naam Moeder waarom leven wij? als eerbetoon aan Lode Zielens. Hoogtepunt was het sociaal bewogen Nog Ni Te Laat.
Het boek kende tot heden 14 herdrukken.
De centrale figuur Netje, kreeg een standbeeld in de wijk Sint-Andries te Antwerpen. Het kunstwerk is van de hand van Leopold Van Esbroeck.

## Het verhaal
Netje groeit op in een arbeidersgezin aan de Antwerpse dokken. Haar vader sterft vroeg in haar jeugd; haar broer Albert - evenals haar zus Louise - verlaten al snel het gezin. De tweede zus Mariëtte belandt dan weer in de prostitutie. Netje is voor haar moeder, die wegkwijnt onder de miserie, het overtollige kind en beleeft dan ook een ongelukkige jeugd met weinig toekomstperspectief. Ze belandt in haar tienerjaren in de armen van Louis, met wie ze trouwt en een kind krijgt. Bekend is de frase (en tevens titel) waarin Netje aan haar schoonmoeder vraagt wat het nut is van het leven. Haar man behandelt haar respectloos en laat vaak merken hoe hij over haar denkt. Wanneer Mariëtte haar man afsnoept en met hem naar Parijs vlucht, komt dit als een verlichting en krijgt haar leven een nieuwe wending. Ze ontmoet Karel, een prille jeugdliefde, die goed geld verdient in de scheepvaart en haar leven wat rozengeur inblaast.